# Campeonato Africano de Ginástica Rítmica de 2023
O Campeonato Africano de Ginástica Rítmica de 2023, também conhecido como XVII Campeonato Africano, foi realizado de 19 a 20 de maio de 2023 em Moka, Maurícia.

## Medalhistas
| Evento     | Ouro                                                  | Prata                                                             | Bronze                                                                   |
| ---------- | ----------------------------------------------------- | ----------------------------------------------------------------- | ------------------------------------------------------------------------ |
| Equipes    |                                                       |                                                                   |                                                                          |
| Equipes    | Egito · Farida Hussein · Habiba Marzouk · Aliaa Saleh | África do Sul · Azra Dewan · Stephanie Dimitrova · Kgaogelo Maake | Angola · Luana Gomes · Aysha Morgado · Elizabeth Natalia Camati Mangundo |
| Individual |                                                       |                                                                   |                                                                          |
| Geral      | Habiba Marzouk (EGY)                                  | Aliaa Saleh (EGY)                                                 | Luana Gomes (ANG)                                                        |
| Arco       | Luana Gomes (ANG)                                     | Aliaa Saleh (EGY)                                                 | Farida Hussein (EGY)                                                     |
| Bola       | Aliaa Saleh (EGY)                                     | Luana Gomes (ANG)                                                 | Farida Hussein (EGY)                                                     |
| Maças      | Luana Gomes (ANG)                                     | Stephanie Dimitrova (RSA)                                         | Azra Dewan (RSA)                                                         |
| Fita       | Farida Hussein (EGY)                                  | Luana Gomes (ANG)                                                 | Stephanie Dimitrova (RSA)                                                |

## Quadro de medalhas
| Pos.               | País               | Ouro | Prata | Bronze | Total |
| ------------------ | ------------------ | ---- | ----- | ------ | ----- |
| 1                  | Egito              | 4    | 2     | 2      | 8     |
| 2                  | Angola             | 2    | 2     | 2      | 6     |
| 3                  | África do Sul      | 0    | 2     | 2      | 4     |
| Total (3 entradas) | Total (3 entradas) | 6    | 6     | 6      | 18    |